# جان باتلر (بازیکن فوتبال، زاده ۱۹۳۷)
جان باتلر (انگلیسی: John Butler؛ ۱۰ مارس ۱۹۳۷ – ۲۰۱۰ (۷۲−۷۳ سال)) بازیکن فوتبال اهل بریتانیا بود.
از باشگاه‌هایی که در آن بازی کرده‌است می‌توان به باشگاه فوتبال نوتس کانتی اشاره کرد.